# Pozastandardowe urządzenia 802.11
Pozastandardowe urządzenia 802.11 – urządzenia starające się rozszerzyć standard 802.11 poprzez zastosowanie rozwiązań autorskich producenta, lub też wykorzystujące wstępne wersje nowszych standardów. Zmiany takie mogą prowadzić do niekompatybilności między tego typu rozszerzeniami.

## Pozastandardowe łączenie kanałów (channel bonding)
Producent chipów Atheros sprzedaje autorskie rozwiązanie łączące kanały pod nazwą SuperG skierowane do producentów punktów dostępu i kart sieciowych. Rozwiązanie to przyspiesza połączenie sieciowe do 108Mbit/s, poprzez zastosowanie łączenia kanałów. Także zasięg jest powiększany do czterokrotności zasięgu 802.11g i dwudziestokrotności zasięgu 802.11b. Rozwiązanie to może kolidować z innymi sieciami, oraz może nie współpracować z niektórymi kartami sieciowymi opartymi na standardzie 802.11b/802.11g. Poza tym techniki grupowania pakietów (packet bursting techniques) są także dostępne w niektórych produktach które także rozsądnie przyspieszają prędkość połączenia. Takie rozwiązanie może być niekompatybilne z pozostałymi urządzeniami.
Broadcom, inny producent chipów, rozwinął konkurencyjne autorskie rozwiązanie wykorzystujące rozszerzanie i potokową transmisję ramek (frame bursting) pod nazwą „125 High Speed Mode” albo Linksys „SpeedBooster”, w odpowiedzi na krytykę tendencji SuperG do zakłócania połączeń bezprzewodowych.
Z kolei US Robotics posiada linię MAXg, bezprzewodowych produktów chełpiących się 125 Mbits/s (aktualna przepustowość 35 Mbit/s) i około 75-procentowym powiększeniem zasięgu sygnału 802.11g. Opierając się na testach przeprowadzonych przez KeyLabs 23 marca 2005 roku seria MAXg konsekwentnie wykazywała wyższość nad odpowiednikami autorskich rozwiązań konkurencji, oraz części rozwiązań z zakresu „Draft 802.11n”.

## Urządzenia pre-n
Po ogłoszeniu Draft 1.0 standardu 802.11n, wielu producentów ogłosiło prace nad przekaźnikami i routerami „pre-n”, oparte na wspomnianym dokumencie. Doniesienia stanowią jednak, że produkty te mogą kolidować, a nawet rozłączać niektóre obecnie funkcjonujące sieci oparte na standardach 802.11 b lub g.
Pozostaje także niepewnym, czy produkty zaopatrzone we wstępne wersje standardu n pozostaną kompatybilne z ostateczną wersją standardu 802.11n.
- 14 kwietnia 2006 pierwsze routery 802.11n udostępnili producenci: Linksys, Netgear, Buffalo Technology, Belkin oraz D-link.
- 24 czerwca 2006 Dell zaczął wyposażać w karty LAN "Draft N Internal Wireless" swoje laptopy XPS i Inspiron. Wykorzystują one Broadcom Intensi-fi chipset.[7]
- We wrześniu 2006 jako update do linii iMac, Apple rzekomo zaczął używać bezprzewodowej karty bazującej na chipsetach współpracujących z Draft 802.11n[8], ale 802.11n Enabler dla oprogramowania Maca (który startuje z Airport Extreme od 9 stycznia 2007) jest wymagany do uruchomienia tego urządzenia. Kolejne uaktualnienia do MacBook Pro w październiku 2006 i MacBook w listopadzie 2006 podobnie zawierają drobne uaktualnienia do Draft 802.11n- owskich chipsetów[9].
- Asus ogłosił, że zagwarantują ostateczną zgodność ze swoimi produktami 802.11 draftowskimi, także poprzez uaktualnienia swojego wbudowanego oprogramowania i sprzętu dla jednostek zakupionych po 31 grudnia 2006.[10]
- Intel ogłosił na IEEE Globecom 2006 że mają zamiar wprowadzić chipy 802.11n w ich nowym Centrino Pro/Santa Rosa chipsecie na kwiecień 2007.
- Apple ogłosił model AirPort Extreme z rozwiązaniami draft 802.11n 9 stycznia 2007. Apple także ogłosił produkt Apple TV, który wykorzystuje możliwości draft 802.11n, oraz potwierdził, że wszystkie Intel Core 2 DuoiMaki (poza siedemnastocalowym, 1.83 GHz iMac), MacBook, MacBook Pro) i Intel Xeon bazujący na Makach (Mac Pro) są zdolne do obsługiwania 802.11n, wymagają jednak aktywizującego oprogramowania (zawartego z nowym AirPort Extreme, lub wycenionym na 1,99 USD gdy kupowany oddzielnie od Apple'a) żeby aktywować tę zdolność.